# Barat (Kanfanar)
 Barat  (olaszul: Baratto di Canfanaro) falu Horvátországban, Isztria megyében. Közigazgatásilag Kanfanarhoz tartozik.

## Fekvése
Az Isztria középső részén, Rovinjtól 17 km-re északkeletre, községközpontjától 5 km-re (közúton 10 km-re) északnyugatra, a Lim-völgytől nyugatra rétek és mészkődombok között fekszik.

## Története
Területe a középkorban az aquileiai pátriárka fennhatósága alá, a 15. századtól a dvigradi uradalomhoz tartozott. Mivel a velencei és az osztrák területek határán feküdt gyakran volt háborús összetűzések színhelye, ezért lakossága szinte teljesen kipusztult. A település újranépesülése azzal a népesség vándorlással van kapcsolatban, amikor a 16. század végén és a 17. század elején a török elől Dalmáciából nagy számú horvát menekült érkezett az Isztriára. A településnek 1880-ban 158, 1910-ben 220 lakosa volt. Az első világháború után a rapallói szerződés értelmében Isztria az Olasz Királysághoz került. A második világháború után Jugoszlávia része lett. Jugoszlávia felbomlása után 1991-ben a független Horvátország része lett. 2011-ben a falunak 59 lakosa volt. Lakói mezőgazdasággal (szőlő és olajbogyó) és állattartással (juh és szarvasmarha) foglalkoznak.

## Nevezetességei
- Barat és Červari között található a kora román bencés Vasas Szent Péter (sv. Petar u Okovima) templom, homlokzata elé épített loggiával, három félköríves apszissal, a déli falához épített ciszternával. A templom közelében találtak 1912 előtt egy ezüst ereklyetartót és egy láncos ezüst keresztet a „Petrus votum solvit” felirattal. A mai templom 1689-ben épült.

## Lakosság
| Lakosság változása | Lakosság változása | Lakosság változása | Lakosság változása | Lakosság változása | Lakosság változása | Lakosság változása | Lakosság változása | Lakosság változása | Lakosság változása | Lakosság változása | Lakosság változása | Lakosság változása | Lakosság változása | Lakosság változása | Lakosság változása |
| ------------------ | ------------------ | ------------------ | ------------------ | ------------------ | ------------------ | ------------------ | ------------------ | ------------------ | ------------------ | ------------------ | ------------------ | ------------------ | ------------------ | ------------------ | ------------------ |
| 1857               | 1869               | 1880               | 1890               | 1900               | 1910               | 1921               | 1931               | 1948               | 1953               | 1961               | 1971               | 1981               | 1991               | 2001               | 2011               |
| 0                  | 0                  | 158                | 180                | 195                | 220                | 944                | 502                | 254                | 241                | 185                | 172                | 115                | 93                 | 69                 | 59                 |